# Жан II (граф де Руси)

Графство Руси на карте Франции 12 века

Жан II де Пьерпон (фр. Jean II de Pierrepont) (погиб в бою в 1251) — граф де Руси и сеньор де Пьерпон с 1208/1211 года.

## Биография
Сын Роберта де Пьерпона и Эсташии де Руси. Его родители и их дочь Беатриса упоминаются в хартии 1191 года. Это может означать, что Жан II де Пьерпон родился позже этой даты.
В 1200 году наследовал умершему отцу в его сеньориях Пьерпон и Монтагю.
Унаследовал графство Руси после смерти матери (1208/11). В 1213 году принёс оммаж Бланке Шампанской за графство Руси и виконтство Марейль (приданое жены).
В 1217 году участвовал в Английской экспедиции принца Людовика — сына короля Филиппа Августа.
В 1227 году купил у Ангеррана III де Куси сеньорию Сиссон (оставалась во владении рода де Руси до 1706 года).

## Браки и дети
Первым браком был женат на Изабелле де Дрё (1188—1242), виконтессе де Марейль, дочери графа Роберта II де Дрё и его второй жены Иоланды де Куси. Из-за отсутствия детей развёлся с ней в 1235 г. и женился на Марии де Даммартен, дочери Симона де Даммартена, графа Омаля, и графини Понтьё Марии. Двое детей:
- Жан III (ум. 1282), граф де Руси
- Матильда, жена Жана I де Гарланда.